# Myochamoidea
Myochamoidea vormen een superfamilie van tweekleppigen uit de superorde Anomalodesmata.

## Families
- Cleidothaeridae Hedley, 1918 (1870)
- Myochamidae Carpenter, 1861